# Arula (koraal)
Arula is een geslacht van koralen uit de familie van de Arulidae.

## Soort
- Arula petunia McFadden & van Ofwegen, 2012